# 加拿大原子能有限公司
加拿大原子能有限公司( AECL ) 是加拿大最大的核科学技术实验室。 AECL从1950年代开始开发CANDU反应堆技术，并于 2011 年 10 月将该技术授权给Candu Energy。
今天，AECL 通过物理学、冶金学、化学、生物学和工程学方面的专业知识，开发核技术的和平应用。 AECL的管理范围包括设备的研发、设计、工程到专业技术开发、废物管理和退役。 AECL与加拿大大学、加拿大政府、加拿大以外的实验室以及IAEA等国际机构合作。
AECL将其目标描述为确保“加拿大和世界从核科学技术中获得能源、健康、环境和经济利益 - 且其安全和安保得到保证”。
直到2011年10 月，AECL还是CANDU技术的供应商，使该技术出口到世界各地。从1960年代至 2000 年代，AECL在印度、韩国、阿根廷、罗马尼亚和中华人民共和国销售和建造了多个CANDU 设施。
从1985年到1987 年，AECL的Therac-25放射线疗法机器的一系列设计缺陷导致 6 次不同情况下的大量辐射过量 （页面存档备份，存于），导致 5 人死亡。 1987 年，美国食品和药物管理局(FDA) 发现该机器存在缺陷，并在AECL多次否认存在问题后最终被强制召回。